# فریبورن (مینه‌سوتا)
فریبرن، مینه‌سوتا (به انگلیسی: Freeborn, Minnesota) یک شهر در ایالات متحده آمریکا است که در شهرستان فری‌بورن، مینه‌سوتا واقع شده‌است.

## خصوصیات
فریبرن ۰٫۴۷ کیلومترمربع مساحت و ۲۹۷ نفر جمعیت دارد و ۳۷۶ متر بالاتر از سطح دریا واقع شده‌است.